# Stront
Stront (Sr, łac. strontium) – pierwiastek chemiczny z grupy berylowców (metali ziem alkalicznych) w układzie okresowym.

## Charakterystyka
Stront jest srebrzystoszarym metalem, podobnym do wapnia, ale bardziej miękkim. Na jego powierzchni, tak jak w przypadku glinu, tworzy się ochronna warstwa tlenków (pasywacja). Oczyszczona powierzchnia jest bardzo reaktywna – czysty stront reaguje wybuchowo z wodą i może zapalić się na powietrzu. Stront tworzy tlenki, wodorotlenki, fluorki oraz inne sole kwasów nieorganicznych i organicznych.
Stront jest generalnie bardziej aktywny chemicznie niż magnez i wapń, a mniej aktywny niż bar.
Kationy Sr2+
 należą do IV grupy analitycznej i barwią płomień na karmazynowoczerwony.

## Występowanie
Występuje w skorupie ziemskiej w ilościach 370 ppm, w postaci dwóch minerałów – celestynu (siarczan) i stroncjanitu (węglan).
Znanych jest 35 izotopów tego pierwiastka z przedziału mas 73–107, cztery z nich – 84, 86, 87 i 88, są trwałe, stanowiąc naturalny skład izotopowy tego pierwiastka. Promieniotwórczy izotop 90
Sr jest jednym z najgroźniejszych produktów wybuchów jądrowych. Gromadzi się w tkance kostnej, emitując silne promieniowanie β, przy czasie połowicznego zaniku blisko 29 lat.

## Odkrycie
Stront został uznany za pierwiastek w 1790 roku przez A. Crawforda, wyodrębniony przez H. Davy’ego (1808) w Londynie. Nazwa pochodzi od szkockiej miejscowości Strontian, w pobliżu której znaleziono zawierające go minerały.

## Zastosowanie
Stront w czystej postaci jest stosowany jako dodatek do niektórych gatunków szkła – np. stosowanych do produkcji ekranów telewizyjnych. Ponieważ barwi płomień intensywnym karminowo-czerwonym kolorem, jego sole są dodawane do ogni sztucznych i rakiet sygnałowych.
Stront jest szczątkową składową szkliwa zębów, przyswajanym z wody pitnej w okresie dziecięcym i pozostającym w uzębieniu już do śmierci. Budowa chemiczna szkliwa, w zależności od proporcji 87Sr do 86Sr, różni się jednak pośród ludzi i zwierząt w zależności od źródła wody z którego najczęściej piło stworzenie. Pozwala to mapować stront ze zwierzęcego uzębienia z regionami o różniącej się wodzie pitnej, co w konsekwencji pozwala na zauważenie migracji - sytuacji gdzie organizm w innym miejscu wykształcił uzębienie, a gdzie indziej pozostawił je ze szkieletem w momencie śmierci. Ten fakt jest obecnie wykorzystywany jako metoda wykrywania wędrówek ludzi i zwierząt w archeologii.

## Znaczenie biologiczne
Stront jest traktowany przez organizm zwierzęcy bardzo podobnie jak wapń i może być wbudowywany w strukturę kości. Większość pobranego strontu jest szybko wydalana, 20–30% zostaje zatrzymane w układzie kostnym, a ok. 1% we krwi. Izotop 89
Sr (o czasie połowicznego rozpadu ok. 50 dni), emitujący promieniowanie β, wykorzystywany jest to w brachyterapii raka kości. Ranelinian strontu pobudza kościotworzenie i jest stosowany jako lek przeciwko osteoporozie.
Z powodu łatwego wchłaniania i trwałego wbudowywania do organizmu szczególnie niebezpieczne są radioaktywne izotopy pochodzące z opadów promieniotwórczych i produktów odpadowych technologii jądrowych, głównie 90
Sr, z powodu czasu połowicznego rozpadu wynoszącego blisko 29 lat, długo utrzymuje się w skażonym środowisku. Izotopy te mogą być wdychane z pyłem, choć do organizmu dostają się głównie w pokarmie. Może być przyczyną wzrostu ryzyka zachorowania na nowotwory kości i białaczkę.